# روز بیماری نادر

روز بیماری‌های نادر در آخرین روز از فوریه جهت بالا بردن سطح آگاهی برای بیماری‌های نادر و بهبود دسترسی به درمان برگزار می‌شود و توسط نمایندگی‌های پزشکی برای افراد مبتلا به بیماری‌های نادر و خانواده‌های آنها / سازمان اروپایی برای بیماری‌های نادر در سال ۲۰۰۸ جهت به بالا بردن سطح آگاهی تأسیس شده‌است. طبق گفته‌های این سازمان، درمان بسیاری از بیماری‌های نادر، همچنین شبکه‌های اجتماعی برای حمایت از افراد مبتلا به بیماری‌های نادر و خانواده‌های آنها کافی نیست.